# Аргентина на летних Олимпийских играх 2000
Аргентина принимала участие в Летних Олимпийских играх 2000 года в Сиднее (Австралия) в шестнадцатый раз за свою историю, и завоевала две серебряные и две бронзовые медали. Сборную страны представляли 45 женщин.

## 02!Серебро
- Парусный спорт, мужчина — Карлос Эспинола.
- Хоккей на траве, женщины.

## 03!Бронза
- Парусный спорт, мужчина — Жавьер Конте и Хуан де ла Фуэнте.
- Парусный спорт, женщины — Серена Амато.

## Результаты соревнований

### Академическая гребля
В следующий раунд из каждого заезда проходили несколько лучших экипажей (в зависимости от дисциплины). В финал A выходили 6 сильнейших экипажей, остальные разыгрывали места в утешительных финалах B-D.
Мужчины
| Соревнование | Спортсмены                          | Предварительный заезд | Предварительный заезд | Предварительный заезд | Отборочный заезд | Отборочный заезд | Отборочный заезд | Полуфинал             | Полуфинал             | Полуфинал             | Финал                 | Финал                 | Итоговое место |
| Соревнование | Спортсмены                          | Заезд                 | Время                 | Место                 | Заезд            | Время            | Место            | Заезд                 | Время                 | Место                 | Время                 | Место                 | Итоговое место |
| ------------ | ----------------------------------- | --------------------- | --------------------- | --------------------- | ---------------- | ---------------- | ---------------- | --------------------- | --------------------- | --------------------- | --------------------- | --------------------- | -------------- |
| одиночки     | Серхио Фернандес                    | 3                     | 7:20,65               | 4                     | 1                | 7:13,68          | 2                | Полуфинал C/D         | Полуфинал C/D         | Полуфинал C/D         | Финал C               | Финал C               | 15             |
| одиночки     | Серхио Фернандес                    | 3                     | 7:20,65               | 4                     | 1                | 7:13,68          | 2                | 1                     | 7:21,46               | 2                     | 7:09,43               | 4                     | 15             |
| двойки       | Дамиан Ордас Диего Агиррегомескорта | 1                     | 6:55,74               | 4                     | 1                | 6:52,38          | 4                | завершили выступление | завершили выступление | завершили выступление | завершили выступление | завершили выступление | 13             |

### Велоспорт

#### Трековый велоспорт
Всего спортсменов — 1
После квалификации лучшие спортсмены по времени проходили в раунд на выбывание, где проводили заезды одновременно со своим соперником. Лучшие спортсмены по времени проходили в следующий раунд.
Мужчины
| Спортсмен     | Соревнование                       | Квалификация | Квалификация | 1\4 финала     | 1\2 финала     | Финал Матч за 3-е место | Место |
| Спортсмен     | Соревнование                       | Время        | Место        | Соперник Время | Соперник Время | Соперник Время          | Место |
| ------------- | ---------------------------------- | ------------ | ------------ | -------------- | -------------- | ----------------------- | ----- |
| Вальтер Перес | Индивидуальная гонка преследования | 4:30,757     | 8            |                | Не прошёл      | Не прошёл               | 8     |

### Дзюдо
Спортсменов — 5
Соревнования по дзюдо проводились по системе на выбывание. В утешительные раунды попадали спортсмены, проигравшие полуфиналистам турнира. Два спортсмена, одержавших победу в утешительном раунде, в поединке за бронзу сражались с проигравшими в полуфинале.
Мужчины
| Соревнование | Спортсмены        | Первый раунд                  | Второй раунд                    | 1/8 финала                       | Четвертьфинал        | Полуфинал            | Финал                | Место |
| Соревнование | Спортсмены        | Соперник Результат            | Соперник Результат              | Соперник Результат               | Соперник Результат   | Соперник Результат   | Соперник Результат   | Место |
| ------------ | ----------------- | ----------------------------- | ------------------------------- | -------------------------------- | -------------------- | -------------------- | -------------------- | ----- |
| до 60 кг     | Хорхе Ленсина     | Не участвовал                 | А. Смагулов (KGZ) П 0001 — 1001 | Завершил выступление             | Завершил выступление | Завершил выступление | Завершил выступление | —     |
| до 66 кг     | Мартин Риос       | Не участвовал                 | И. Мациев (RUS) П 0000 — 0200   | Завершил выступление             | Завершил выступление | Завершил выступление | Завершил выступление | —     |
| до 73 кг     | Себастьян Алькати | Не участвовал                 | Э. Пэйн (BAR) В 0010 — 0010     | Чхой Ён Син (KOR) П 0001 — 0110  | Завершил выступление | Завершил выступление | Завершил выступление | 13    |
| до 73 кг     | Себастьян Алькати | Не участвовал                 | Э. Пэйн (BAR) В 0010 — 0010     | Утешительный турнир              | Завершил выступление | Завершил выступление | Завершил выступление | 13    |
| до 73 кг     | Себастьян Алькати | Не участвовал                 | Э. Пэйн (BAR) В 0010 — 0010     | Д. Педро (USA) П 0001 — 0202     | Завершил выступление | Завершил выступление | Завершил выступление | 13    |
| до 81 кг     | Гастон Гарсия     | М. Азизов (AZE) В 1000 — 0000 | Р. Эчарте (ESP) В 0002 — 0001   | М. Такимото (JPN) П 0000 — 1001  | Завершил выступление | Завершил выступление | Завершил выступление | 13    |
| до 81 кг     | Гастон Гарсия     | М. Азизов (AZE) В 1000 — 0000 | Р. Эчарте (ESP) В 0002 — 0001   | Утешительный турнир              | Завершил выступление | Завершил выступление | Завершил выступление | 13    |
| до 81 кг     | Гастон Гарсия     | М. Азизов (AZE) В 1000 — 0000 | Р. Эчарте (ESP) В 0002 — 0001   | Р. Селиханов (KAZ) П 0111 — 1001 | Завершил выступление | Завершил выступление | Завершил выступление | 13    |

Женщины
| Спортсмен        | Категория | 1/16               | 1/8                                | Четвертьфиналы                         | Полуфиналы         | Первый доп. раунд  | Утешительный четвертьфинал        | Утешительный полуфинал | За 3 место Финал   | Место |
| Спортсмен        | Категория | Соперник Результат | Соперник Результат                 | Соперник Результат                     | Соперник Результат | Соперник Результат | Соперник Результат                | Соперник Результат     | Соперник Результат | Место |
| ---------------- | --------- | ------------------ | ---------------------------------- | -------------------------------------- | ------------------ | ------------------ | --------------------------------- | ---------------------- | ------------------ | ----- |
| Каролина Мариани | до 52 кг  |                    | Ши Бэйчжунь (TPE) поб. 0001 — 0000 | Легна Вердесия (CUB) пор. 0000 — 0000+ | Не прошла          |                    | Мирен Леон (ESP) пор. 0002 — 1001 | Не прошла              | Не прошла          | 9     |

### Лёгкая атлетика
Спортсменов — 11
Мужчины
| Дисциплина     | Спортсмен          | Предварительный раунд | Предварительный раунд | Четвертьфиналы | Четвертьфиналы | Полуфиналы | Полуфиналы | Финал     | Финал     |
| Дисциплина     | Спортсмен          | Результат             | Место                 | Результат      | Место          | Результат  | Место      | Результат | Место     |
| -------------- | ------------------ | --------------------- | --------------------- | -------------- | -------------- | ---------- | ---------- | --------- | --------- |
| 100 м          | Габриэль Симон     | 10,56                 | 58                    | Не прошёл      | Не прошёл      | Не прошёл  | Не прошёл  | Не прошёл | Не прошёл |
| 200 м          | Карлос Гатс        | 21,15                 | 46                    | Не прошёл      | Не прошёл      | Не прошёл  | Не прошёл  | Не прошёл | Не прошёл |
| 400 м          | Густаво Агирре     | 47,03                 | 58                    | Не прошёл      | Не прошёл      | Не прошёл  | Не прошёл  | Не прошёл | Не прошёл |
| марафон        | Оскар Кортинес     |                       |                       |                |                |            |            | 2:25,01   | 58        |
| метание диска  | Марсело Пульезе    | 56,30                 | 37                    | Не прошёл      | Не прошёл      | Не прошёл  | Не прошёл  | Не прошёл | Не прошёл |
| метание молота | Хуан Игнасио Серра | 72,86                 | 27                    | Не прошёл      | Не прошёл      | Не прошёл  | Не прошёл  | Не прошёл | Не прошёл |

Женщины
| Дисциплина      | Спортсмен         | Предварительный раунд | Предварительный раунд | Четвертьфиналы | Четвертьфиналы | Полуфиналы | Полуфиналы | Финал     | Финал     |
| Дисциплина      | Спортсмен         | Результат             | Место                 | Результат      | Место          | Результат  | Место      | Результат | Место     |
| --------------- | ----------------- | --------------------- | --------------------- | -------------- | -------------- | ---------- | ---------- | --------- | --------- |
| 5 000 м         | Элиса Кобанеа     | 16:16.58              | 42                    | Не прошла      | Не прошла      | Не прошла  | Не прошла  | Не прошла | Не прошла |
| 100 м с/б       | Вероника де Паоли | 14,61                 | 38                    | Не прошла      | Не прошла      | Не прошла  | Не прошла  | Не прошла | Не прошла |
| прыжки в длину  | Андреа Авила      | 6,11                  | 31                    | Не прошла      | Не прошла      | Не прошла  | Не прошла  | Не прошла | Не прошла |
| прыжки в высоту | Соланж Виттевен   | 1,89                  | 20                    | Не прошла      | Не прошла      | Не прошла  | Не прошла  | Не прошла | Не прошла |
| прыжки с шестом | Алехандра Гарсия  | 4,15                  | 18                    | Не прошла      | Не прошла      | Не прошла  | Не прошла  | Не прошла | Не прошла |

### Плавание
Спортсменов — 5
В следующий раунд на каждой дистанции проходили лучшие спортсмены по времени, независимо от места занятого в своём заплыве.
Мужчины
| Спортсмен        | Соревнование        | Предварительные заплывы | Предварительные заплывы | Полуфиналы | Полуфиналы | Финал     | Финал     |
| Спортсмен        | Соревнование        | Результат               | Место                   | Результат  | Место      | Результат | Место     |
| ---------------- | ------------------- | ----------------------- | ----------------------- | ---------- | ---------- | --------- | --------- |
| Агустин Флорилли | 400 м вольный стиль | 3:59,44                 | 32                      |            |            | Не прошёл | Не прошёл |
| Эдуардо Отеро    | 100 м на спине      | 58,09                   | 40                      | Не прошёл  | Не прошёл  | Не прошёл | Не прошёл |
| Серхио Феррейра  | 100 м брасс         | 1:05,75                 | 53                      | Не прошёл  | Не прошёл  | Не прошёл | Не прошёл |

Женщины
| Спортсменка      | Соревнование      | Предварительные заплывы | Предварительные заплывы | Полуфиналы | Полуфиналы | Финал     | Финал     |
| Спортсменка      | Соревнование      | Результат               | Место                   | Результат  | Место      | Результат | Место     |
| ---------------- | ----------------- | ----------------------- | ----------------------- | ---------- | ---------- | --------- | --------- |
| Мария Перейра    | 100 м баттерфляем | 1:04,75                 | 44                      | Не прошла  | Не прошла  | Не прошла | Не прошла |
| Джорджина Бардач | 400 м комплекс    | 4:54,31                 | 21                      |            |            | Не прошла | Не прошла |

### Прыжки в воду
Спортсменов — 1
В индивидуальных прыжках в предварительных раундах складывались результаты квалификации и полуфинальных прыжков. По их результатам в финал проходило 12 спортсменов. В финале они начинали с результатами полуфинальных прыжков.
Женщины
| Спортсмен       | Соревнование | Квалификация | Квалификация | Полуфинал | Полуфинал | Всего     | Финал     | Финал     | Всего  | Место |
| Спортсмен       | Соревнование | Очков        | Место        | Очков     | Место     | Всего     | Очков     | Место     | Всего  | Место |
| --------------- | ------------ | ------------ | ------------ | --------- | --------- | --------- | --------- | --------- | ------ | ----- |
| Светлана Ишкова | трамплин     | 185,61       | 40           | Не прошла | Не прошла | Не прошла | Не прошла | Не прошла | 185,61 | 40    |

### Стрельба
Всего спортсменов — 2
После квалификации лучшие спортсмены по очкам проходили в финал, где продолжали с очками, набранными в квалификации. В некоторых дисциплинах квалификация не проводилась. Там спортсмены выявляли сильнейшего в один раунд.
Мужчины
| Спортсмен       | Соревнование | Квалификация | Место | Финал     | Место     | Всего | Место |
| --------------- | ------------ | ------------ | ----- | --------- | --------- | ----- | ----- |
| Хорхе Гуарньери | Трап         | 109          | 23    | Не прошёл | Не прошёл | 109   | 23    |

Женщины
| Спортсмен      | Соревнование   | Квалификация | Место | Финал     | Место     | Всего | Место |
| -------------- | -------------- | ------------ | ----- | --------- | --------- | ----- | ----- |
| Амелия Форнель | Винтовка, 10 м | 390          | 28    | Не прошла | Не прошла | 390   | 28    |

### Триатлон
Спортсменов — 1
Триатлон дебютировал в программе летних Олимпийских игр. Соревнования состояли из 3 этапов - плавание (1,5 км), велоспорт (40 км), бег (10 км).
Мужчины
| Спортсмен      | Соревнование      | Плавание | Велоспорт | Бег      | Итоговое время | Место | Отставание |
| -------------- | ----------------- | -------- | --------- | -------- | -------------- | ----- | ---------- |
| Оскар Галиндес | личное первенство | 18:50,59 | 59:20,60  | 32:48,29 | 1:50:59,48     | 28    | +02:35,46  |

### Тяжёлая атлетика
Спортсменов — 2
Мужчины
| Спортсмен    | Категория | Вес   | Рывок | Рывок | Рывок | Толчок | Толчок | Толчок | Всего | Место |
| Спортсмен    | Категория | Вес   | 1     | 2     | 3     | 1      | 2      | 3      | Всего | Место |
| ------------ | --------- | ----- | ----- | ----- | ----- | ------ | ------ | ------ | ----- | ----- |
| Дарио Лекман | до 94 кг  | 92,64 | 135,0 | —     | —     | 170,0  | —      | —      | 305,0 | 19    |

Женщины
| Спортсмен    | Категория | Вес   | Рывок | Рывок | Рывок | Толчок | Толчок | Толчок | Всего | Место |
| Спортсмен    | Категория | Вес   | 1     | 2     | 3     | 1      | 2      | 3      | Всего | Место |
| ------------ | --------- | ----- | ----- | ----- | ----- | ------ | ------ | ------ | ----- | ----- |
| Нора Кёппель | до 63 кг  | 62,12 | 75,0  | 80,0  | 80,0  | 97,5   | 102,5  | 107,5  | 182,5 | 8     |

### Хоккей на траве

#### Men
Состав команд и результаты
Тренер: Хорхе Руис
| №     | Атлет                | Игры | Голы | Подачи | Попадания | Угловые | Пенальти | Зелёная карточка | Жёлтая карточка | Красная карточка |
| ----- | -------------------- | ---- | ---- | ------ | --------- | ------- | -------- | ---------------- | --------------- | ---------------- |
| 1     | Пабло Морейра (GK)   | 5    | 0    | 0      |           |         |          |                  |                 |                  |
| 2     | Хуан Пабло Оркеби    | 7    | 0    | 2      |           |         |          |                  |                 |                  |
| 3     | Максимо Пелегрино    | 7    | 0    | 0      |           |         |          |                  |                 |                  |
| 4     | Матиас Вила          | 7    | 1    | 3      | 1         |         |          | 1                |                 |                  |
| 5     | Эсекель Паулон       | 6    | 0    | 0      |           |         |          |                  | 1               |                  |
| 6     | Мариано Чао          | 3    | 0    | 0      |           |         |          |                  |                 |                  |
| 7     | Марио Альмада        | 7    | 1    | 3      | 1         |         |          |                  |                 |                  |
| 8     | Карлос Ретеги        | 7    | 0    | 0      |           |         |          | 1                | 2               |                  |
| 9     | Родриго Вила         | 7    | 0    | 4      |           |         |          |                  |                 |                  |
| 10    | Томас Маккормик      | 7    | 0    | 0      |           |         |          | 1                |                 |                  |
| 11    | Сантьяго Капурро     | 7    | 1    | 8      |           | 1       |          |                  |                 |                  |
| 12    | Маркос Риккарди      | 7    | 0    | 0      |           |         |          |                  |                 |                  |
| 13    | Хорхе Ломби          | 7    | 13   | 10     | 4         | 9       |          |                  | 1               |                  |
| 14    | Фернандо Зильберберг | 7    | 0    | 0      |           |         |          | 2                |                 |                  |
| 15    | Херман Ороско        | 7    | 0    | 0      |           |         |          | 2                |                 |                  |
| 16    | Фернандо Оскарис     | 6    | 0    | 1      |           |         |          | 1                |                 |                  |
| Всего | Всего                | 7    | 16   | 31     | 6         | 10      | 0        | 8                | 4               | 0                |

#### Женщины
Тренер: Серхио Вихиль
| №     | Атлет                  | Игры | Голы | Подачи | Попадания | Угловые | Пенальти | Зелёная карточка | Жёлтая карточка | Красная карточка |
| ----- | ---------------------- | ---- | ---- | ------ | --------- | ------- | -------- | ---------------- | --------------- | ---------------- |
| 1     | Мариэла Антониска (GK) | 8    | 0    | 0      |           |         |          |                  |                 |                  |
| 2     | Соле Гарсия            | 8    | 4    | 7      | 3         | 1       |          |                  |                 |                  |
| 3     | Магдалена Айсега       | 8    | 0    | 0      |           |         |          |                  |                 |                  |
| 4     | Мария Пас Феррари      | 8    | 0    | 2      |           |         |          | 1                |                 |                  |
| 5     | Анабель Гамберо        | 8    | 0    | 2      |           |         |          |                  |                 |                  |
| 6     | Аелен Степник          | 8    | 0    | 3      |           |         |          |                  |                 |                  |
| 7     | Инес Аррондо           | 8    | 0    | 0      |           |         |          |                  | 1               |                  |
| 8     | Лусиана Аймар          | 8    | 3    | 8      | 2         | 1       |          |                  |                 |                  |
| 9     | Ванина Онето           | 8    | 5    | 15     | 5         |         |          | 1                |                 |                  |
| 10    | Хорхелина Римольди     | 8    | 1    | 2      | 1         |         |          | 1                |                 |                  |
| 11    | Карина Масотта (C)     | 8    | 3    | 10     | 3         |         |          | 1                |                 |                  |
| 12    | Паола Вукойчич (GK)    | 1    | 0    | 0      |           |         |          |                  |                 |                  |
| 13    | Лаура Майстегуи        | 7    | 0    | 3      |           |         |          |                  |                 |                  |
| 14    | Мечи Маргалот          | 8    | 0    | 0      |           |         |          |                  |                 |                  |
| 15    | Марипи Эрнандес        | 8    | 0    | 0      |           |         |          |                  |                 |                  |
| 16    | Сесилия Роньони        | 8    | 1    | 2      |           | 1       |          |                  |                 |                  |
| Всего | Всего                  | 8    | 18   | 54     | 15        | 3       | 0        | 4                | 1               | 0                |